# 冰之城牆
《冰之城牆》是阿賀澤紅茶繪製的日本漫畫。本作曾獲2018年夏季「集英社少女漫畫大獎」特別獎、2021年下一部人氣漫畫大賞排名十九、2022年Comic Cmoa女性漫畫榜冠軍、2024年全國書店店員推薦漫畫第6和這本漫畫真厲害！第15。2025年1月31日，電視動畫化決定。

## 故事簡介
高中一年级的冰川小雪因其面部表情、態度和難以接近的氣質而被同學們秘密稱為「女王」。基本獨自一人、不擅長與人交往的小雪，只和同為青梅竹馬的好友安曇美姫一同玩耍。然而，此时一位名叫雨宮湊的男孩卻不斷向她靠近。

## 登場人物
以下為有聲漫畫版的聲優。

### 主要人物
冰川小雪（聲：宮本侑芽）
本作主角。高中一年级2班，因冷酷的外表而獲得「女王」的外號。不擅長與人相處。
雨宮湊（聲：木村良平）
沒有與他人交際的距離觀念。
安曇美姫（聲：青池優花）
高中一年级5班。因個性開朗且陽光而成為學校的萬人迷，小雪的青梅竹馬。
日野陽太（聲：根岸耀太朗）
雨宮湊的好友。高个子。

## 創作
《冰之城牆》最初是作為上班族時期的作者興趣使然而誕生的作品，直到本作被拿去參加「集英社少女漫畫大獎」後才正式連載。後來為了吸引更多的讀者認識本作，因此作者在X上創作《正相反的你與我》的短篇漫畫。作者阿賀澤紅茶表示本作的主要客群是學生或常用手機的人，但和《正相反的你與我》的受眾不一樣。對於角色的塑造，阿賀澤紅茶稱在繪製本作時會透過一些常見的情節去建構人物的個性。

## 出版書籍
| 卷數 | 集英社        | 集英社                 | 東立出版社                    | 東立出版社                                                  |
| 卷數 | 發售日期      | ISBN                   | 發售日期                      | ISBN                                                        |
| ---- | ------------- | ---------------------- | ----------------------------- | ----------------------------------------------------------- |
| 1    | 2023年7月4日  | ISBN 978-4-088-83544-0 | 2024年6月27日 2024年7月4日    | ISBN 978-6-260-21099-1（首刷限定版） ISBN 978-6-260-20930-8 |
| 2    | 2023年7月4日  | ISBN 978-4-088-83582-2 | 2024年10月14日 2024年10月21日 | ISBN 978-6-260-22109-6（首刷限定版） ISBN 978-6-260-21567-5 |
| 3    | 2023年8月4日  | ISBN 978-4-088-83583-9 | 2024年12月5日 2024年12月12日  | ISBN 978-6-260-22951-1（首刷限定版） ISBN 978-6-260-22108-9 |
| 4    | 2023年9月4日  | ISBN 978-4-088-83648-5 | 2025年2月4日                  | ISBN 978-626-02-2673-2                                      |
| 5    | 2023年10月4日 | ISBN 978-4-088-83649-2 | 2025年6月23日                 | ISBN 978-626-02-2674-9                                      |
| 6    | 2023年11月2日 | ISBN 978-4-088-83650-8 |                               |                                                             |
| 7    | 2023年12月4日 | ISBN 978-4-088-83750-5 |                               |                                                             |
| 8    | 2024年1月4日  | ISBN 978-4-088-83751-2 |                               |                                                             |
| 9    | 2024年2月2日  | ISBN 978-4-088-83752-9 |                               |                                                             |
| 10   | 2024年3月4日  | ISBN 978-4-088-83753-6 |                               |                                                             |
| 11   | 2024年5月2日  | ISBN 978-4-088-83754-3 |                               |                                                             |
| 12   | 2024年7月4日  | ISBN 978-4-088-83755-0 |                               |                                                             |
| 13   | 2024年9月4日  | ISBN 978-4-088-84198-4 |                               |                                                             |
| 14   | 2025年2月4日  | ISBN 978-4-088-84404-6 |                               |                                                             |

## 迴響
本作連載前曾被選於由LINE獨立漫畫舉辦的2018年夏季「集英社少女漫畫大獎」的特別獎。本作於2021年第七屆下一部人氣漫畫大賞中的網絡漫畫類別排名第十九位、2022年的Comic Cmoa年度女性漫畫榜中獲得冠軍、2023年第六屆AnimeJapan的「最想要的動漫改編的漫畫」投票中排名亞軍、2024年第19回的全國書店店員推薦漫畫中排名第6以及這本漫畫真厲害！中和《The JOJOLands》齊名排名第15。

## 外部連結
- 漫畫官方網站（日語）
- 動畫官方網站（日語）